# 直升機航空母艦

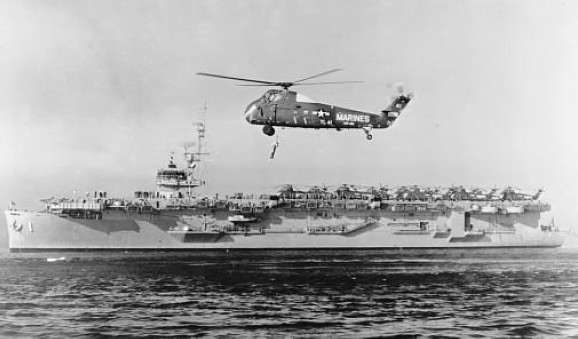
美國海軍由卡薩布蘭卡級護航航空母艦改裝的登陸支援艦

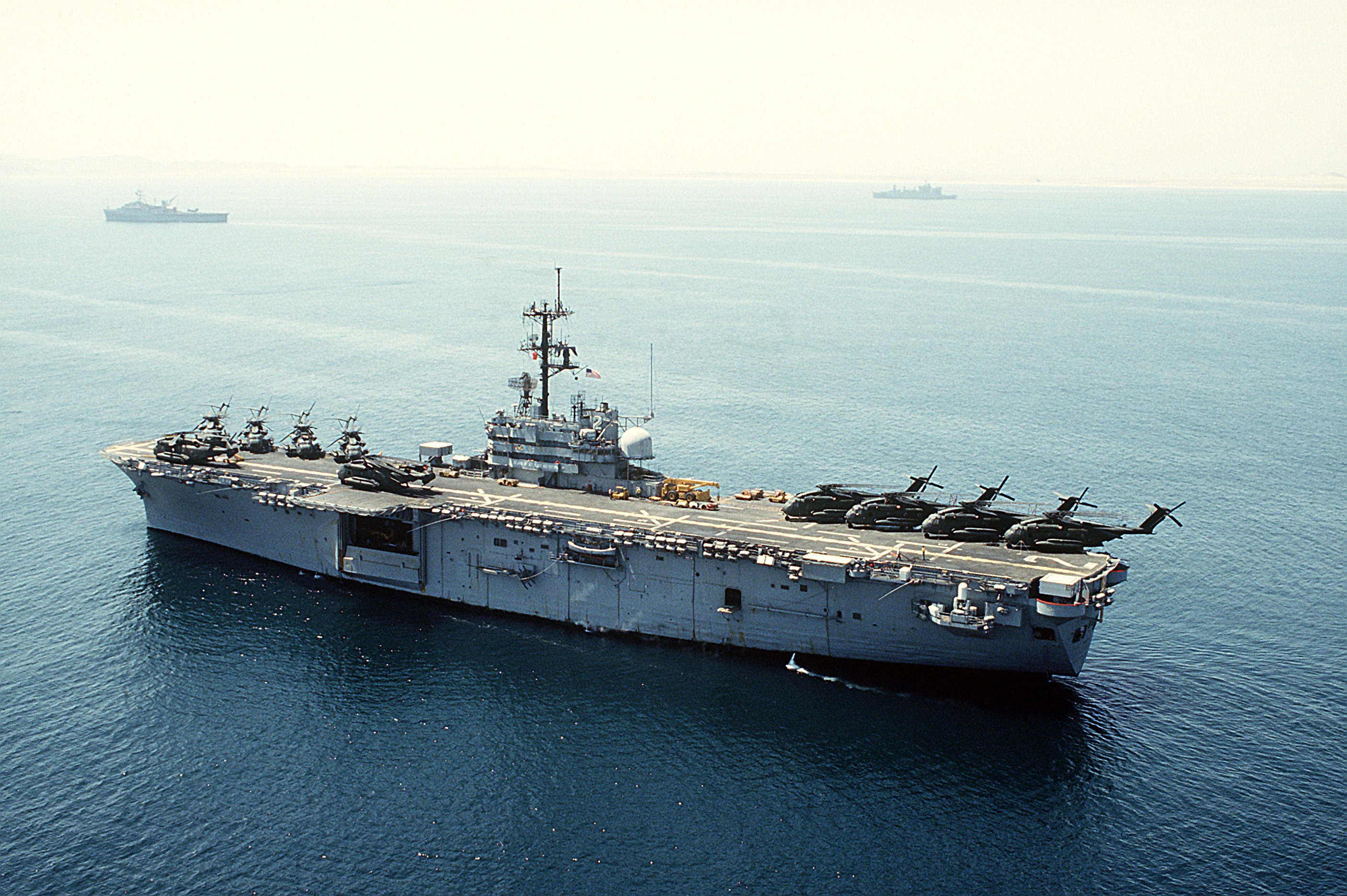
美國海軍的硫磺島級兩棲突擊艦

前蘇聯海軍的莫斯科級直升機航空母艦是採用傳統艦身設計、後半飛行甲板的船艦。

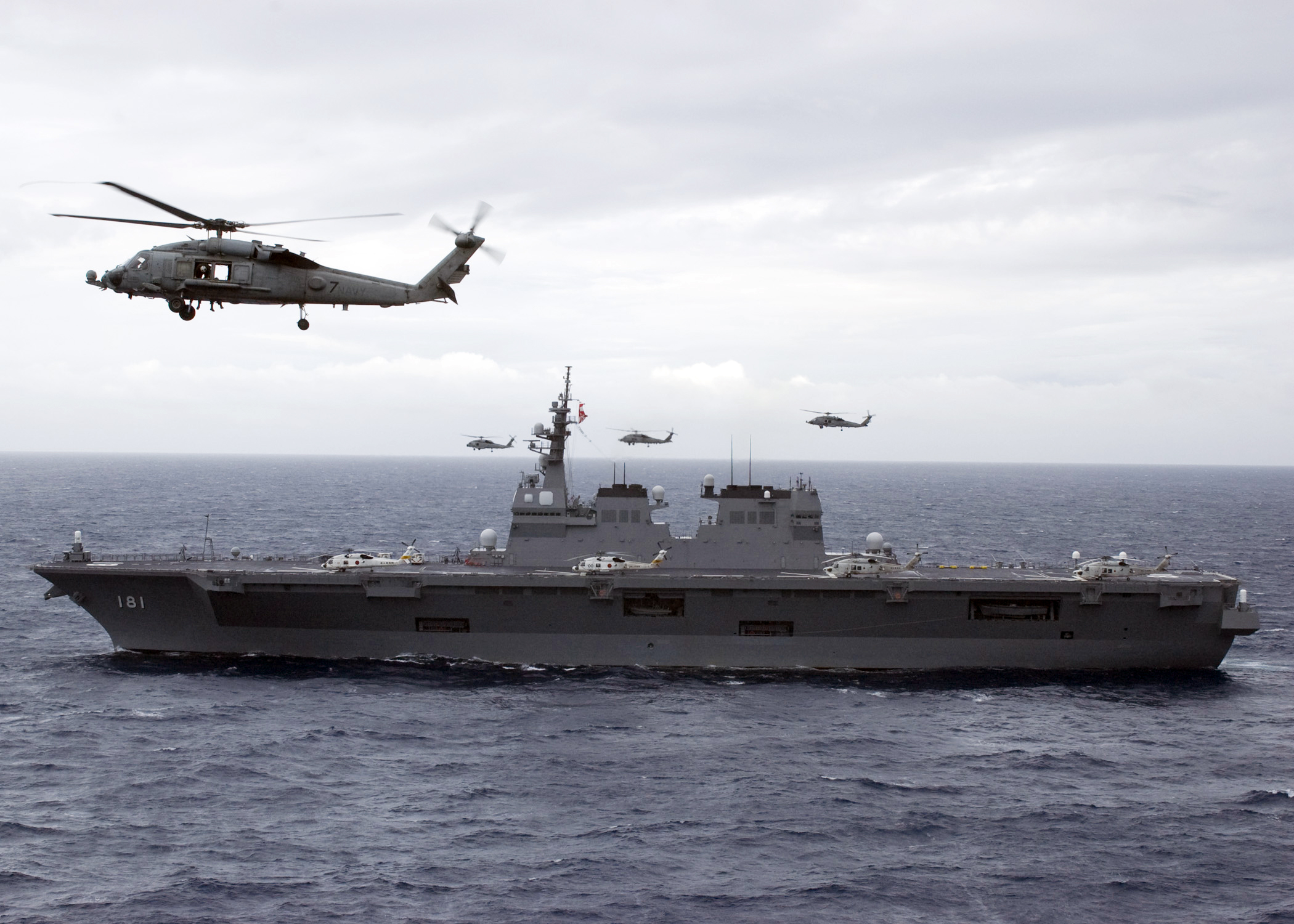
日本海上自衛隊的日向級直升機驅逐艦

直升機航空母艦是一種主要用於運載直升機的航空母艦，但也常歸類為兩棲突擊艦或者反潜航空母舰的一種，主要用於包括反潛作戰、兩棲作戰、密接空中支援在內的軍事航空任務。有些兩棲突擊艦會有塢艙的設計以裝載登陸艇，擁有了船塢登陸艦的功能，有些兩棲攻擊艦則設計裝備垂直起降定翼機對兩棲作戰進行比攻擊直升機更強力的密接空中支援，擁有了輕型航空母艦的功能，而直升機航空母艦則是泛指擁有大型飛行甲板供大量直升機起降的船艦，因此常會有概念重疊之處。純粹设计为起降直升機的兩棲突擊艦更接近這一概念，如硫磺島級兩棲突擊艦、海洋號兩棲攻擊艦、日向級護衛艦等。前蘇聯海軍的莫斯科級反潛巡洋艦是採用傳統艦身設計、後半飛行甲板的船艦主要用於搭載反潛直升機，也比較接近直升機航空母艦這一概念。